# Acemite
El acemite o azemite es una mezcla de salvado o afrecho de trigo molido con una pequeña parte de harina de trigo, usada antiguamente para elaborar pan. En la actualidad, se considera un arcaísmo, pues esta mezcla ya no se produce. El afrecho abarataba enormemente el pan, que se destinaba sobre todo como alimento para perros, o para los más pobres de la sociedad. El acemite era una mezcla común en la cocina de Al-Ándalus, y lo siguió siendo en España hasta los siglos XIX y XX.
El autor Pedro Felipe Monlau, en su Diccionario etimológico de la lengua castellana de 1881, indica que con el acemite se preparan unos panes de gran tamaño llamados «morenas o perrunas». Los panes integrales, hoy revalorizados por el movimiento nutricionista, antiguamente eran considerados de clase baja, mientras que el pan blanco era de clase alta. Sin embargo, el acemite no es siquiera integral, sino tan solo la cascarilla del grano (el 'residuo'), combinado con una pequeña parte de harina blanca para poderse panificar bien. De tal manera que el pan de acemite es el pan de los más pobres, que no eran pocos. Monlau indica también que acemita (acabado en -a), es una palabra «muy usada en Andalucía y otras provincias» para referirse al «pan hecho de acemite, que en catalán es denominado pa de prims».

## Origen
La teoría más aceptada es que «acemite» proviene del árabe andalusí السَمِيد as-semid, a su vez del árabe clásico, سميد samīd, nombre que en árabe moderno se usa para la sémola. Ya que la letra س ('s') es una consonante solar, el artículo al- pasa a pronunciarse como as-, que en el español se ha acoplado a la palabra en sí: acemite.
Sin embargo, según el lexicógrafo Sebastián de Covarrubias (1539-1613), acemite es una palabra derivada de «ácimo» (del latín, azȳmus; a su vez del griego antiguo, ἄζυμος azymos), que es el nombre que reciben los panes sin levadura.

Pan de acemite es el pan hecho de la flor de la harina, de que hacen tortas; y por no llevar levadura, de donde tomó el nombre (ácimo), son las tortas llanas (...).

En opinión de Bernardo de Alderete (1565-1641), ambas etimologías no son incompatibles, ya que el assemid árabe pudo ser tomado del azymus romance. Como se puede observar, «acemite» hacía originalmente referencia a la flor de harina, que es una harina molida dos veces. Posteriormente el significado mutaría, y pasaría a referirse a la harina de salvado con una parte de harina normal. Ambas acepciones se encuentran en el Diccionario de la lengua española, y ambas en desuso. El «açemite» aparece en la Recopilación de algunos nombres arábigos (1593) de Fray Diego de Guadix definido como: «lo más menudo o más remolido de los afrechos o salvados que salen de la harina (...) en la parte despaña a que llaman estremadura traen este nombre mas corrompido por que dizen o llaman somita».
En el Diccionario general etimológico de la lengua española de Roque Barcia y Eduardo Echegaray de 1887, el «acemite» se define como «el salvado o afrecho menudo que tiene alguna porción de harina» y la «acemita» como «el pan hecho de acemite». También incluye la flor de harina como segunda acepción, pero la clasifica como término anticuado.